# Menneskeaben
Menneskeaben eller Darwins Triumf er en dansk stumfilm produceret af Nordisk Films Kompagni. Filmens instruktør er ukendt.
Filmen havde dansk premiere i Royal-Biografen den 8. januar 1910 og blev distribueret i en lang række andre lande. 

## Handling
En chimpanse viser sine 'menneskelige' færdigheder: iført jakkesæt, strømper og sko spiser den med kniv og gaffel, tænder trænerens cigaret, bærer bordet ud, tager jakkesæt og sko af og ifører sig natskjorte, leger, løber på rulleskøjter og cykler.

## Medvirkende
- Reuben Castang